# Соперничество футбольных сборных Москвы и Санкт-Петербурга
Футбольное соперничество сборных команд Москвы и Санкт-Петербурга (Петрограда, Ленинграда) было первым и самым главным на заре российского футбола в годы, предшествующие появлению Чемпионата СССР среди клубов.

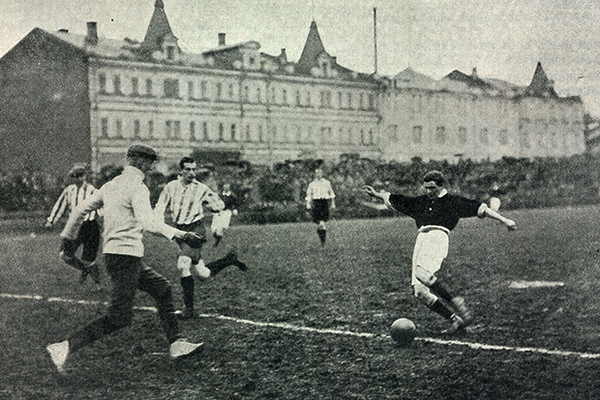
Момент матча 20 октября 1912

Борьба столиц...
Говорят, что Москва есть сердце, а Петербург — ум России...
Давно существует в России спорт, но лишь недавно началась борьба спортивных первопрестольной и престольной. Борьба во всем, скрытая, тайная, облеченная в корректную и благородную форму, но все-таки борьба. Конкуренция в российском спортивном главенстве...
И в футболе уже давно идет борьба между командами двух столиц не на жизнь, а на смерть. Где в спорте нет соревнования, там нет и прогресса, а поэтому такое соперничество двух столиц сильно двигает вперед наш русский спорт.Журнал «Къ спорту!» 14 июля 1913 года

## История соперничества

### 1907—1922. Российская Империя и переходный период

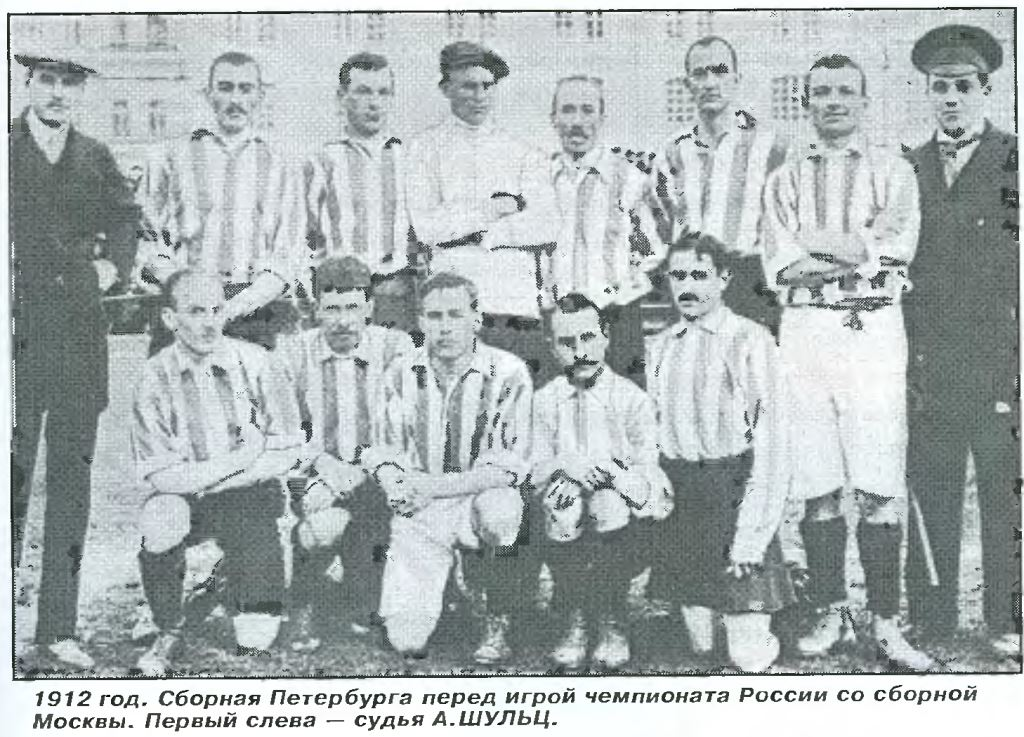
Сборная Санкт-Петербурга перед финалом Чемпионата России 1912

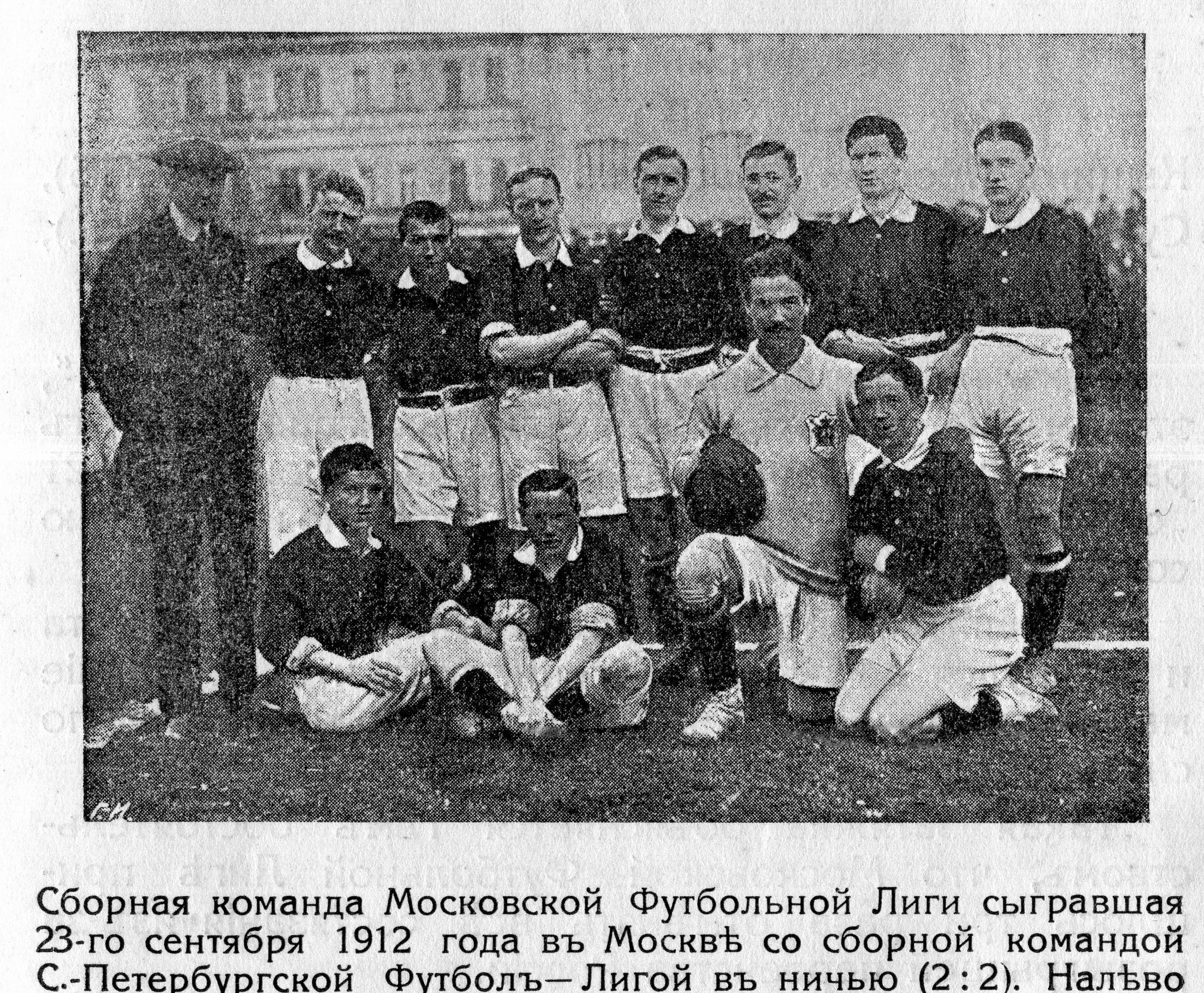
Сборная Москвы в матче 23 сентября 1912 года (2:2)

Традиционно футбольными историками этот период определяется с первой встречи в 1907 году до 1922 года включительно, поскольку до 1923 года структуры футбольных лиг в столицах и клубы не претерпели принципиальных изменений. Только в 1923 году началась политизация спорта и футбола в частности: были расформированы практически все так называемые «буржуазные» клубы, их ресурсы (и футболисты) были обращены на создание новых «пролетарских» клубов (имеющих, как правило, ведомственную или профсоюзную принадлежность).
Определённое сложившееся соперничество «двух столиц» с первых шагов проявилось и в футболе самым ортодоксальным образом: сборная Санкт-Петербурга технически и тактически была в этот период объективно посильнее сборной Москвы (что «подтверждало» бытовавшее тогда «мнение» о якобы большей развитости (в различных сферах) «прогрессивного» Санкт-Петербурга в сравнении с «купеческой» Москвой). Противостояние столиц на футбольном поле в каждом матче носило упорный, зачастую ожесточённый характер, тем не менее успех почти всегда оказывался на стороне «северной столицы» (разгромное поражение 1918 года по имеющимся сведениям имеет околофутбольные причины — различные неурядицы сложного времени привели к тому, что сборная Петрограда в данном матче имела существенные кадровые и материальные проблемы). Ни войны, ни революция не помешали проведению этих, быстро ставших традиционными, матчей. Практически сразу сложился характерный традиционный стиль сборных: петербургская высокая техника и умная тактика против жесткой энергии и напора москвичей.
 1907 
| 14 сен 1 ТМ | Санкт-Петербург (англичане)     | 2:0     | Москва | Санкт-Петербург                                                           |
| | - А.Коффрайт ~40′ - Д.Ривз ~67′ | (отчёт) |        | Стадион: Поле «Невских» Зрителей: 1 000 Судья: Ч.Монкер (Санкт-Петербург) |
| Санкт-Петербург: Б.Браун - Эбсворт, Делл - И.Филлипс, Сиборн, Бьюкенен - М.Кинг, Д.Ривз, А.Коффрайт, В.Смолл, Д.Флетчер Москва: Э. Бейнс - Роб.Вентцели, П.Розанов - А.Скорлупкин, Хиггин, Н.Шашин - Нэш, Г.Чарнок, С.Чарнок, В.Серпинский, Ф.Розанов |                                 |         |        |                                                                           |

| 16 сен 2 ТМ | Санкт-Петербург                                                   | 5:4     | Москва                                                                          | Санкт-Петербург                                                          |
| | - А.Данкер ~1′ - ? 2:0 1Т′ - ? 3:4 75+′ - ? 4:4 75+′ - ? 5:4 75+′ | (отчёт) | - 1:2 1Т′ В.Райт - 2:2 1Т′ (пен.) В.Райт - 2:3 2Т′ А.Чарнок - 2:4 2Т′ Ф.Розанов | Стадион: Поле «Спорта» Зрителей: 1 000 Судья: Х.Хартли (Санкт-Петербург) |
| Санкт-Петербург: Фракт - Курзнер, В.Лауман - Луговской, А.Лауман, Митягин - М.Григорьев, А.Данкер, Дьячков, И.Егоров, П.Сорокин Москва: Бейнс - Роб.Вентцели, П.Розанов - А.Скорлупкин, В.Виноградов, Н.Шашин - Нэш, Г.Чарнок, В.Райт, В.Серпинский, Ф.Розанов |                                                                   |         |                                                                                 |                                                                          |

 1908 
| 30 авг 3 ТМ | Санкт-Петербург (англичане) | 2:2     | Москва | Санкт-Петербург                                                               |
| |                             | (отчёт) |        | Стадион: Поле «Невских» Зрителей: 1 000 Судья: Г.А.Дюперрон (Санкт-Петербург) |
| Санкт-Петербург: Б.Браун - Эбсворт, Делл - А.Уебб, Тодд, Бьюкенен - Ривс, И.Филлипс, Монро, В.Смолл, Д.Флетчер Москва: В.Виноградов - Роб.Вентцели, А.Паркер - А.Скорлупкин, Соуп, Н.Шашин - Нэш, П.Маршалл, Нильсен, Дж.Чарнок (46 Руд.Вентцели), Ф.Розанов |                             |         |        |                                                                               |

| 31 авг 4 ТМ | Санкт-Петербург (русские) | 4:0     | Москва | Санкт-Петербург                                                              |
| |                           | (отчёт) |        | Стадион: Поле «Спорта» Зрителей: 1 000 Судья: Г.А.Дюперрон (Санкт-Петербург) |
| Санкт-Петербург: Борейша - А.Максимов, Ганч - Уверский, Хромов, Арсентьев - И.Егоров, Б. Евангулов, Э.Петерсен, Г.Никитин, П.Сорокин Москва: В.Виноградов - Ромм, А.Паркер - А.Скорлупкин, Соуп, Роб.Вентцели - Руд.Вентцели, П. Маршалл, Нильсен, Ф.Розанов, Нэш |                           |         |        |                                                                              |

 1910 
| 12 сен 5 ТМ | Санкт-Петербург | 2:0     | Москва | Москва                                                   |
| |                 | (отчёт) |        | Стадион: Поле СКС Зрителей: 3 500 Судья: Д.Белл (Москва) |
| Санкт-Петербург: Шюман - П. Соколов, В.Марков - Уверский, Хромов, Кушель - И.Егоров, П.Сорокин, Белобородов, Данкер, А.Иванов Москва: Кудрявцев - Пампель, В.Мишин - Э.Чарнок, Трипп, С.Филатов — Томлинсон, Говард, В.Поляков, В.Чарнок, А.Мишин |                 |         |        |                                                          |

| 14 сен 6 ТМ | Санкт-Петербург | 0:3     | Москва                   | Москва                                                   |
| |                 | (отчёт) | - 13′ 32′ 44′ А.Филиппов | Стадион: Поле СКС Зрителей: 3 500 Судья: Д.Белл (Москва) |
| Санкт-Петербург: Шюман - П. Соколов, В.Марков - Уверский, Хромов, Кушель - И.Егоров, П.Сорокин, Белобородов, Данкер, А.Иванов Москва: Н.Ильин - Безиг, В.Мишин - Н.Кынин, Трипп, С.Филатов - А.Филиппов, М.Филиппов, В.Поляков, В.Чарнок, Житарев |                 |         |                          |                                                          |

 1912 
| 13 мая 7 ТМ | Санкт-Петербург                        | 2:2     | Москва                       | Санкт-Петербург                                                           |
| | - П.Соколов 20′ (пен.) - В.Бутусов 87′ | (отчёт) | - 70′ А.Филиппов - 82′ Манин | Стадион: Поле «Невских» Зрителей: 1 200 Судья: Х.Хартли (Санкт-Петербург) |
| Санкт-Петербург: Борейша - П. Соколов, В.Марков - Яковлев, Хромов, Власенко - А.Суворов, П.Сорокин, В.Бутусов, Г.Никитин, С.Филиппов Москва: Фаворский - Ромм, Римша - С.Филатов, А.Акимов, Н.Кынин - М.Смирнов, Манин, А.Филиппов, Житарев, Ф.Розанов |                                        |         |                              |                                                                           |

| 23 сен 8 Чемпионат России финал | Санкт-Петербург                | 2:2 (от) | Москва                                    | Москва                                                             |
| | - А.Суворов 35′ - И.Егоров 75′ | (отчёт)  | - 45′ Манин - 48'(пен.) Ланн - 52′ Ньюман | Стадион: Поле СКС Зрителей: 3 000 Судья: А.Шульц (Санкт-Петербург) |
| Санкт-Петербург: Борейша - П. Соколов, Стэнфорд - Уверский, Хромов, Монро - И.Егоров, А.Суворов, В.Бутусов, Гриллинг, С.Филиппов Москва: Матрин - Т.Джонс, А.Паркер - А.Акимов, Фельгенгауэр, Дикин - М.Смирнов, Ньюман, Манин, Ланн, В.Чарнок |                                |          |                                           |                                                                    |

| 7 окт 9 Чемпионат России финал (переигровка) | Санкт-Петербург                                                | 4:1     | Москва                           | Москва                                                             |
| | - Монро 6′ - В.Бутусов 59′ - Виберг 77′ - П.Соколов 82′ (пен.) | (отчёт) | - 45′ Ланн - 87' (пен.) Э.Чарнок | Стадион: Поле СКС Зрителей: 6 000 Судья: А.Шульц (Санкт-Петербург) |
| Санкт-Петербург: Борейша - П. Соколов, В.Марков - Уверский, Стэнфорд, Хромов - Эндрю, Виберг, В.Бутусов, Монро, С.Филиппов Москва: Матрин - Т.Джонс, А.Паркер - А.Акимов, Дикин, Э.Чарнок - М.Смирнов, Ньюман, В.Чарнок, Ланн, Т.Бонд |                                                                |         |                                  |                                                                    |

 1913 
| 6 окт 10 Чемпионат России 1/2 финала | Санкт-Петербург                                   | 3:0 (от) | Москва | Санкт-Петербург                                                         |
| | - С.Филиппов 98′ - В.Бутусов 106′ - Н.Детлов 115′ |          |        | Стадион: Поле «Спорта» Зрителей: 4 000 Судья: А.Шульц (Санкт-Петербург) |
| Санкт-Петербург: Шаверин - Хухрин, Громов - Виберг, Хромов, Лагунов - И.Егоров, Н.Детлов, В.Бутусов, Монро, С.Филиппов Москва: Матрин - Эйдж, Воронцов - Воздвиженский, В.Чарнок, А.Акимов - Н.Денисов, А.Троицкий, Манин, Житарев, С.Романов |                                                   |          |        |                                                                         |

 1915 
| 27 сен 11 ТМ | Петроград                        | 2:1     | Москва             | Москва                                                          |
| | - П.Соловьев 1:0′ - Морвиль 2:0′ | (отчёт) | - 2:1′ К.МкДональд | Стадион: Поле ЗКС Зрителей: 4 000 Судья: И.Савостьянов (Москва) |
| Петроград: Е.Детлов - Мосс, П. Соколов - П.Филиппов, Хромов, Г. Филиппов - Ф.Стотт, Куренков, П.Соловьев, Морвиль, Лагунов (Н.Гостев) Москва: Евстафьев - Н.Коротков, Бейт - П.Степанов, В.Леонтьев, Бункин - М.Денисов, С.Андреев, В.Ратов, К.МкДональд, Л.Золкин |                                  |         |                    |                                                                 |

 1916 
| 25 сен 12 ТМ | Петроград                    | 2:2     | Москва                         | Петроград                                                      |
| | - М.Егоров 15′ - Куален ~80′ | (отчёт) | - 25′ В.Ратов - 39′ Канунников | Стадион: Поле «Спорта» Зрителей: 4 000 Судья: А.Шульц (Москва) |
| Петроград: Медников — Г. Филиппов, Д.Систонен — П.Филиппов, С.Филиппов, Лагунов - Д.Родионов, Крутов, Куален, Н.Гостев, М. Егоров Москва: Туранов - Н.Коротков, С.Сысоев - Мастеров, В.Леонтьев, М.Романов - М.Денисов, Бухтеев, В.Ратов, Канунников, Багров |                              |         |                                |                                                                |

 1917 
| 9 сен 13 ТМ | Петроград | 1:1     | Москва         | Москва                                                    |
| | - ? 10′   | (отчёт) | - 88′ (авт.) ? | Стадион: Поле ЗКС Зрителей: 6 000 Судья: А.Шульц (Москва) |
| Петроград: Полежаев - Г. Филиппов, В.Скобелев - Стенинг, Батырев, Лагунов - Юрьеля, П.Филиппов, Г.Иванов, Карнеев, Я.Блинков Москва: Шашин-"Свифт" - Потапов, Меморский - Фигуровский, Бухтеев, В.Леонтьев - Перницкий, Н.Троицкий, Цыпленков, Канунников, Шапошников |           |         |                |                                                           |

 1918 
| 14 окт 14 ТМ | Петроград  | 1:9     | Москва                                               | Москва                                                       |
| | - Н.Гостев | (отчёт) | - 9′ М.Денисов - Канунников - Шапошников - Перницкий | Стадион: Поле ЗКС Зрителей: 5 000 Судья: И.Керцелли (Москва) |
| Петроград: Китман - Г.Гостев, В.Скобелев - Г.Филиппов, Батырев, Москалев - Антипов, Варфоломеев, Г.Иванов, Д.Киселев, Н.Гостев Москва: Ф.Шимкунас- М.Исаев, Потапов - Мастеров, К.Блинков, М.Романов - Перницкий, Н.Троицкий, М.Денисов, Канунников, Шапошников |            |         |                                                      |                                                              |

 1919 
| 27 сен 15 ТМ | Петроград                         | 2:0     | Москва | Москва                                                      |
| | - Н.Гостев 1:0′ - Колотушкин 2:0′ | (отчёт) |        | Стадион: Поле ЗКС Зрителей: 5 000 Судья: С.Романов (Москва) |
| Петроград: Полежаев - М.Бутусов, Г.Гостев - П.Федоров, Батырев, Карнеев - Баумгарт, Варфоломеев, Г.Иванов, Колотушкин, Н.Гостев Москва: Ф.Шимкунас - Костинский, С.Сысоев - П.Лавров, Бухтеев, Селин - Л.Смирнов, Н.Троицкий, М.Денисов, Канунников, Шапошников |                                   |         |        |                                                             |

 1920 
| 12 сен 16 ТМ | Петроград                          | 3:2     | Москва                | Петроград                                                            |
| | - Батырев - Варфоломеев - Н.Гостев | (отчёт) | - Исаков - Канунников | Стадион: Поле «Коломяг» Зрителей: 3 000 Судья: К.Мелихов (Петроград) |
| Петроград: Полежаев - М.Бутусов, Г.Гостев - П.Филиппов, Батырев, С.Филиппов - Варфоломеев, Никонов, Карнеев, П.Фёдоров, Н.Гостев Москва: Н.Соколов - Костинский, С.Сысоев - Королёв, К.Блинков, М.Романов — П.Артемьев, Татарников, Исаков, Канунников, Холин |                                    |         |                       |                                                                      |

 1921 
| 4 сен 17 ТМ | Петроград                       | 3:0     | Москва | Москва                                                      |
| | - Никонов - Карнеев - П.Фёдоров | (отчёт) |        | Стадион: Поле ЗКС Зрителей: 5 000 Судья: Л.Смирнов (Москва) |
| Петроград: Полежаев - М.Бутусов, Г.Гостев - П.Филиппов, Батырев, С. Филиппов II - Варфоломеев, Никонов, Карнеев, П.Фёдоров, Н.Гостев Москва: Н.Соколов - С.Дмитриев, С.Сысоев - Малахов, А.Филиппов, И.Овечкин - Вик.Прокофьев, К.Блинков, Исаков, Канунников, В.Федоров |                                 |         |        |                                                             |

 1922 
| 27 авг 18 ТМ | Петроград                                                     | 4:3     | Москва                                             | Петроград                                                            |
| | - Карнеев 7′ - П.Григорьев 22′ - Н.Гостев 63′ - М.Бутусов 82′ | (отчёт) | - 36′ Н.Старостин - 48′ Исаков - 57′ Вик.Прокофьев | Стадион: Поле «Унитаса» Зрителей: 6 000 Судья: Б.Миронов (Петроград) |
| Петроград: Данилевич - Г.Гостев, Ежов - Москалев, Батырев, Г.Филиппов IV - П.Григорьев, М.Бутусов, Карнеев, Антипов, Н.Гостев Москва: Баклашев - Рущинский, П.Попов - Малахов, Лепорский, К.Блинков - Н.Старостин, Вик.Прокофьев, Исаков, Канунников, Жибоедов |                                                               |         |                                                    |                                                                      |

### 1923—1935. «Классический период» (СССР до начала проведения клубных чемпионатов)

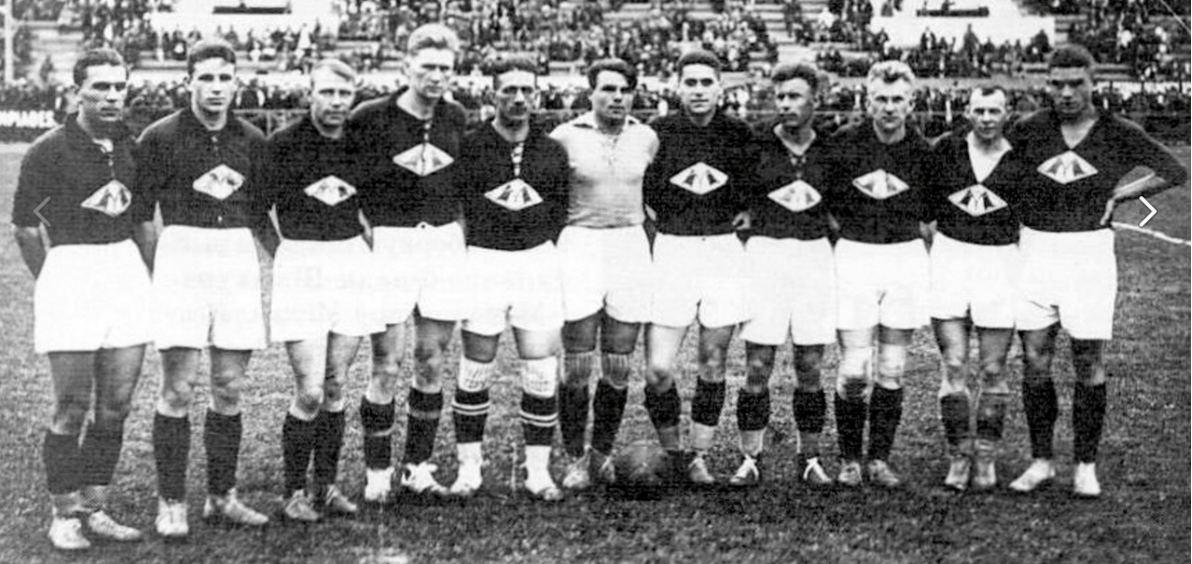
Москва в финале Всесоюзной Спартакиады 1928

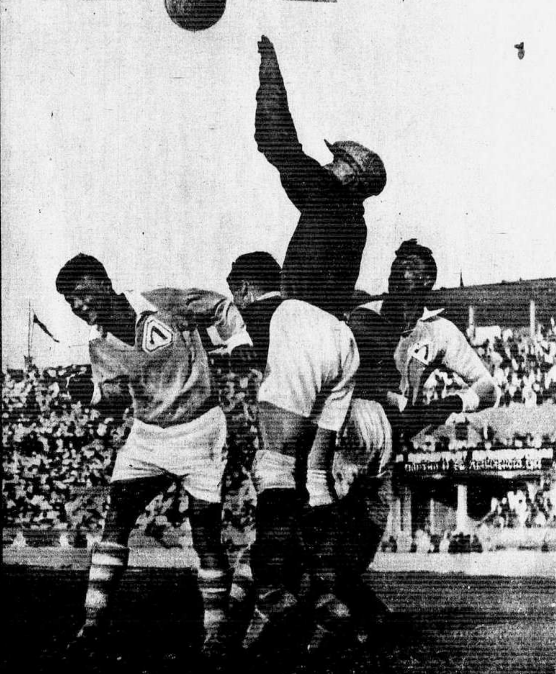
1934 Москва — Ленинград в Матче трёх городов

Проведенная спортивным руководством СССР реорганизация футбола (фактически прикрепление футбольных клубов к мощным в финансовом отношении организациям) прямо вела к ускоренной профессионализации футбола в СССР. В этом отношении тот факт, что столица была перемещена в Москву и некоторая обособленность Ленинграда создавали лучшие условия для развития профессиональных футбольных клубов для Москвы. В Москву стекались лучшие силы периферии, из которых, наряду с москвичами, производился отбор кадров для сильнейших команд (при очень серьёзной конкуренции), в Москве имелись лучшие (если не единственные в стране на тот момент) условия. Все это приводило к ускоренной эволюции футбольных клубных команд именно в Москве — они очень быстро превращались в весьма подготовленные клубы со стадионами и инфраструктурой, со специалистами и регулярным тренировочным процессом (по воспоминаниям Н. П. Старостина, в начале его карьеры в сборной играли чуть ли не те, кому удалось «наскрести» денег на билет в Петроград на матч, а уже через несколько лет ему приходилось выдерживать жесткую конкуренцию с рядом игроков за свое место правого крайнего в составе сборной Москвы; в то же время, по воспоминаниям «Пеки» Дементьева, он и в 1932 году мог позволить себе просто не прийти на матч своей команды — футболисты собирались на стадионе только в день игры. Обидевшись, что его не узнали и не пропустили (он выглядел как подросток), «Пека» в следующий раз просто игнорировал игру, предпочтя возиться в мяч во дворе с мальчишками).
Динамика взаимоотношений сборных подтверждает это — во многих матчах москвичи были более сыграны, агрессивны в силовой борьбе, умели наращивать и поддерживать темп (то есть сильнее в факторах, определяемых более грамотно поставленным тренировочным процессом), что очень часто имело решающее значение (типичным примером является полуфинал Всесоюзной Спартакиады: резко взвинтив темп в начале второго тайма, москвичи удерживали его на протяжении получаса, буквально смяв совершенно не готового к такой игре противника). Ленинградцы имели все меньше и меньше успехов, хотя матчи получались зачастую захватывающими и собирали огромную по тем временам аудиторию. Разгром в финале Чемпионата СССР 1932 года (после наметившихся было успехов сборной Ленинграда) показал ещё раз — профессиональному футболу требуется представительный клубный соревновательный турнир на уровне страны — турниры сборных городов себя исчерпали (хотя и продолжались — в спортивном руководстве СССР идея соревнований между городами активно лоббировалась — были попытки даже проводить такие соревнования параллельно клубному чемпионату).
 1923 
| 14 окт 19 ТМ | Петроград | 0:1     | Москва       | Москва                                                  |
| |           | (отчёт) | - 42′ Исаков | Стадион: ОППВ Зрителей: 12 000 Судья: В.Гридин (Москва) |
| Петроград: Полежаев - Г.Гостев, Ежов - П.Филиппов, Батырев, Воног - П.Григорьев, М.Бутусов, Г.Иванов, Колотушкин, Г. Богданов Москва: Н.Соколов - С.Сысоев, В.Андреев - В.Ратов, Бухтеев, Ноготков - Т.Григорьев, Селин, Исаков, Н.Троицкий, Холин |           |         |              |                                                         |

 1924 
| 24 авг 20 Чемпионат РСФСР финал | Ленинград                                                       | 4:4 (от) | Москва                                                    | Ленинград                                                                          |
| | - Антипов 1:0′ - Эммерих 30′ (пен.) 31′ (пен.) - М.Бутусов 4:3′ | (отчёт)  | - 1:1′ 80′ Н.Старостин - 1:2′ П.Артемьев - 3:3′ К.Блинков | Стадион: «Спартак» Выборгского района Зрителей: 5 000 Судья: В.Бутусов (Ленинград) |
| Ленинград: Полежаев - Эммерих, Ежов - П.Филиппов, Батырев, Карнеев - П.Григорьев, М.Бутусов, А.Соколов, Антипов, А.Штукин Москва: Н.Соколов - Рущинский, Вс.Кузнецов - С.Троицкий, К.Блинков, Малахов - Н.Старостин, Селин, Исаков, П.Артемьев, Жибоедов |                                                                 |          |                                                           |                                                                                    |

| 31 авг 21 Чемпионат РСФСР финал (переигровка) | Ленинград         | 1:0     | Москва | Ленинград                                                                        |
| | - П.Григорьев 39′ | (отчёт) |        | Стадион: «Спартак» Выборгского района Зрителей: 5 000 Судья: В.Рябоконь (Москва) |
| Ленинград: Полежаев - Эммерих, Ежов - П.Филиппов, Батырев, Карнеев - П.Григорьев, М.Бутусов, А.Соколов, Антипов, А.Богданов Москва: Баклашев - Рущинский, Вс.Кузнецов - В.Ратов, К.Блинков, Ноготков - Н.Старостин, П.Артемьев, Селин, Исаков, Холин |                   |         |        |                                                                                  |

| 26 окт 22 ТМ | Ленинград     | 1:2     | Москва                        | Москва                                                            |
| | - Карнеев 57′ | (отчёт) | - 20′ Исаков - 80′ Шапошников | Стадион: Стадион ВСХКПВ Зрителей: 3 000 Судья: Л.Романов (Москва) |
| Ленинград: Полежаев - Рузанов, Ежов - А.Гуськов, Батырев, Дембо - П.Григорьев, Варфоломеев, Карнеев, Антипов, Климанов Москва: В.Трофимов - К.Блинков, В.Андреев - В.Ратов, Селин, Малахов - Н.Старостин, Сушков, Исаков, Н.Троицкий, Шапошников |               |         |                               |                                                                   |

 1925 
| 31 авг 23 ТМ | Ленинград           | 2:2     | Москва                   | Москва                                                       |
| | - М.Бутусов 59′ 86′ | (отчёт) | - 46′ Исаков - 60′ Холин | Стадион: ОППВ Зрителей: 15 000 Судья: И.Савостьянов (Москва) |
| Ленинград: Полежаев - Г.Гостев, Ежов — П.Филиппов, Батырев, А.Гуськов — Д.Родионов, М.Бутусов, А.Соколов, Антипов, К.Егоров Москва: Н.Соколов — К.Блинков, Пчеликов — Никишин, В.Ратов, Пахомов — Н.Старостин, П.Артемьев, Исаков, Канунников, Холин |                     |         |                          |                                                              |

| 20 сен 24 ТМ | Ленинград     | 1:3     | Москва                                 | Ленинград                                                                |
| | - Мурашев 48′ | (отчёт) | - 12′ 65′ П.Артемьев - 55′ Н.Старостин | Стадион: Стадион им.Ленина Зрителей: 15 000 Судья: Г.Фепонов (Ленинград) |
| Ленинград: Полежаев - Рузанов, Ежов - П.Филиппов, Батырев, А.Гуськов - П.Григорьев, М.Бутусов, Мурашев, Антипов, К.Егоров Москва: Н.Соколов - Рущинский, В.Лапшин - В.Ратов, Селин, Никишин - Н.Старостин, П.Артемьев, Исаков, Канунников, Холин |               |         |                                        |                                                                          |

| 10 окт 25 ТМ | Ленинград                 | 4:0     | Москва | Москва                                                                  |
| | - М.Бутусов - П.Григорьев | (отчёт) |        | Стадион: «Красная Пресня» Зрителей: 4 000 Судья: И.Савостьянов (Москва) |
| Ленинград: Н.Соколов - Д.Штукин, Ежов - Воног, Батырев, А.Гуськов - П.Григорьев, Мурашев, А.Соколов, М.Бутусов, К.Егоров Москва: Малышев - К.Блинков, Гаврютиков - Байков, В.Ратов, Ленчиков - С.Егоров, П.Артемьев, Д.Маслов, Леута, Жибоедов |                           |         |        |                                                                         |

 1926 
| 15 мая 26 ТМ | Ленинград                                                      | 5:2     | Москва                                 | Москва                                                       |
| | - Г.Архангельский 19′ 3:1′ - М.Бутусов 2:0′ 87′ - Антипов 4:1′ | (отчёт) | - 2:1′ (пен.) Жибоедов - 4:2′ Д.Маслов | Стадион: ОППВ Зрителей: 10 000 Судья: И.Савостьянов (Москва) |
| Ленинград: Н.Соколов - Эммерих, Ежов - П.Филиппов, Батырев, А.Гуськов - К.Егоров, М.Бутусов, Г.Архангельский, Антипов, Казаринов Москва: А.Малышев - М.Соколов, К.Блинков - Пахомов, В.Ратов, Ленчиков - А.Макаров, Мурашев, Д.Маслов, К.Тюльпанов, Жибоедов |                                                                |         |                                        |                                                              |

| 5 июн 27 ТМ | Ленинград                                                   | 3:5     | Москва                                       | Ленинград                                                               |
| | - Батырев 16′ - П.Филиппов 2:2′ ~85'(пен.) - М.Бутусов 3:3′ | (отчёт) | - 15′ 18′ 75′ 3:5′ Б.Дементьев - 2:3′ Чеснов | Стадион: Стадион им.Ленина Зрителей: 7 500 Судья: Г.Фепонов (Ленинград) |
| Ленинград: Рябов - Эммерих, Ежов - П.Филиппов, Батырев, А.Гуськов - К.Егоров, М.Бутусов, Г.Архангельский, Колотушкин, Казаринов Москва: М.Леонов — В.Лапшин, К.Блинков — В.Ратов, Селин, Никишин - Н. Чеснов, В.Соколов, Б.Дементьев, М.Загрядсков, Н.Сорокин |                                                             |         |                                              |                                                                         |

| 19 сен 28 ТМ | Ленинград    | 1:0     | Москва | Ленинград                                                                |
| | - Кусков 53′ | (отчёт) |        | Стадион: Стадион им.Ленина Зрителей: 12 000 Судья: К.Мелихов (Ленинград) |
| Ленинград: Н.Соколов - Г.Гостев, А.Корнилов - П.Филиппов, Батырев, Воног - П.Григорьев, А.Козлов, Г.Иванов, Кусков, А.Богданов. Москва: Чулков - М.Соколов, Пчеликов - Пахомов, Селин, Никишин - А.Макаров, К.Блинков, Исаков, Канунников, Холин |              |         |        |                                                                          |

| 2 окт 29 ТМ | Ленинград         | 1:0     | Москва | Москва                                                  |
| | - П.Григорьев 61′ | (отчёт) |        | Стадион: ОППВ Зрителей: 13 000 Судья: Н.Кауров (Москва) |
| Ленинград: Н.Соколов - Г.Гостев, А.Корнилов - П.Филиппов, Батырев, Воног - Д.Родионов, П.Григорьев, Г.Иванов, Кусков, А.Богданов Москва: Чулков - М.Соколов, В.Лапшин - В.Ратов, Селин, Леута - Н.Старостин, П.Артемьев, Исаков, Канунников, Вал.Прокофьев |                   |         |        |                                                         |

 1927 
| 19 июн 30 ТМ | Ленинград                    | 2:5     | Москва                                                 | Москва                                                  |
| | - М.Бутусов 40′ - Кусков 75′ | (отчёт) | - 55′ 73′ 89′ С.Иванов - 20′ Селин - 77′ П.Савостьянов | Стадион: ОППВ Зрителей: 10 000 Судья: А.Чёрный (Одесса) |
| Ленинград: Н.Соколов - Г.Гостев, Ежов - П.Филиппов, Батырев, А.Гуськов - П.Григорьев, М.Бутусов, Миронычев, Кусков, А.Богданов Москва: Чулков - Рущинский, Пчеликов - Пахомов, Селин, Никишин - Б.Дубинин, П.Савостьянов, Б.Ковалев, С.Иванов, Холин |                              |         |                                                        |                                                         |

| 2 июл 31 ТМ | Ленинград                  | 2:1     | Москва                                | Ленинград                                                                |
| | - Кононов 41′ - Кусков 82′ | (отчёт) | - 20′ Прокофьев - Ковалев ~50' (пен.) | Стадион: Стадион им.Ленина Зрителей: 12 000 Судья: В.Быстров (Ленинград) |
| Ленинград: Савинцев - Г.Гостев, А.Корнилов - П.Филиппов, Воног, А.Гуськов - П.Григорьев, Г.Иванов, Кононов, Кусков, Казаринов Москва: В.Матвеев - Рущинский, Ал.Старостин - Пахомов, Леута, Никишин - Прокофьев (Б. Дубинин), П.Савостьянов, Б.Ковалев, С.Егоров, Жибоедов |                            |         |                                       |                                                                          |

| 23 окт 32 ТМ | Ленинград                                    | 1:3     | Москва                                                     | Ленинград                                                                |
| | - М.Бутусов 27' (пен.) - Батырев ~70′ (пен.) | (отчёт) | - 22′ Канунников - 0:2′ (авт.) А.Гуськов - 82′ Н.Старостин | Стадион: Стадион им.Ленина Зрителей: 12 000 Судья: Г.Фепонов (Ленинград) |
| Ленинград: Савинцев - Г.Гостев, Ежов - А.Гуськов, Батырев, Воног - П.Григорьев, М.Бутусов, Н.Емельянов, Барулин, Казаринов Москва: М.Леонов - Рущинский, Пчеликов - С.Егоров, Селин, Никишин - Н.Старостин, П.Артемьев, Исаков, Канунников, Вал.Прокофьев |                                              |         |                                                            |                                                                          |

| 30 окт 33 ТМ | Ленинград    | 1:3     | Москва                                         | Москва                                                      |
| | - Кусков 38′ | (отчёт) | - 15′ Н.Старостин - 65′ Канунников - 80′ Селин | Стадион: «Пищевкус» Зрителей: 6 000 Судья: М.Козлов (Тверь) |
| Ленинград: Савинцев - А.Корнилов, Ежов - А.Васильев, Батырев, А.Гуськов - П.Григорьев, Барулин, Н.Емельянов, Кусков, А.Богданов Москва: М.Леонов - Рущинский, Пчеликов - С.Егоров, Селин, Никишин - Н.Старостин, П.Артемьев, Сушков, Канунников, Вал.Прокофьев |              |         |                                                |                                                             |

 1928 
| 30 июн 34 Матч городов | Ленинград                             | 2:0     | Москва | Ленинград                                                                  |
| | - Г.Архангельский 20′ - М.Бутусов 30′ | (отчёт) |        | Стадион: Стадион им.Ленина Зрителей: 15 000 Судья: П.Евдокимов (Ленинград) |
| Ленинград: Н.Соколов - Ежов, Г.Гостев - П.Филиппов, Батырев, А.Гуськов - П.Григорьев, М.Бутусов, Г.Архангельский, Б.Шелагин, К.Егоров Москва: М.Леонов - Рущинский, Пчеликов - С.Егоров, Селин, Леута - Н.Старостин, П.Артемьев, Исаков, Канунников, Холин |                                       |         |        |                                                                            |

| 21 авг 35 Спартакиада (сетка РСФСР) 1/2 финала | Ленинград                                 | 3:5     | Москва                                                | Москва                                                          |
| | - М.Бутусов 2′ 82′ - Рущинский 84′ (авт.) | (отчёт) | - 20′ 35′ Н.Старостин - 53′ 65′ В.Блинков - 76′ Холин | Стадион: «Динамо» Зрителей: 50 000 Судья: Л.Иоселевич (Харьков) |
| Ленинград: Н.Соколов - Ежов, Г.Гостев - П.Филиппов, Батырев, А.Гуськов - П.Григорьев, М.Бутусов, Г.Архангельский, Б.Шелагин, Кусков Москва: М.Леонов - Рущинский, Ал.Старостин - С.Егоров, Селин, Леута - Н.Старостин, Н.Троицкий, Исаков, В.Блинков, Холин |                                           |         |                                                       |                                                                 |

 1929 
| 23 июн 36 Матч городов | Ленинград             | 1:4     | Москва                                             | Москва                                                     |
| | - Г.Архангельский 72′ | (отчёт) | - 24′ В.Блинков - 31′ Н.Старостин - 75′ 80′ Павлов | Стадион: «Динамо» Зрителей: 30 000 Судья: П.Бозов (Москва) |
| Ленинград: Н.Соколов - Ежов, А.Корнилов - П.Филиппов, А.Феоктистов, С.Беляков - П.Григорьев, М.Бутусов, Г.Архангельский, Б.Шелагин, Кусков Москва: М.Леонов - Ал.Старостин, К.Фомин - С.Егоров, Селин, Никишин - Н.Старостин, В.Блинков, Исаков, Павлов, Холин |                       |         |                                                    |                                                            |

| 15 сен 37 ТМ | Ленинград                                  | 3:1     | Москва                                              | Ленинград                                                                |
| | - Пав.Попов 22′ (пен.) - М.Бутусов 34′ 75′ | (отчёт) | - 34' (пен.) 78' (пен.) В.Блинков - 61′ Н.Старостин | Стадион: Стадион им.Ленина Зрителей: 25 000 Судья: К.Мелихов (Ленинград) |
| Ленинград: Н.Соколов - Юденич, В.Топталов - Пав.Попов, Батырев, С.Беляков - П.Григорьев, Ивин, М.Бутусов, Мурашев, Кусков Москва: И.Филиппов - Пчеликов, М.Соколов - С.Егоров, Селин, Никишин - Н.Старостин, В.Блинков, Леута, Павлов, С.Ильин |                                            |         |                                                     |                                                                          |

 1930 
| 21 июн 38 Матч городов | Ленинград                                       | 3:3     | Москва                                                    | Ленинград                                                                  |
| | - М.Бутусов 53′ - Батырев 63′ (пен.) - Ивин 65′ | (отчёт) | - ? 15' (пен.) - 23′ С.Ильин - 35′ С.Иванов - ~40′ Павлов | Стадион: Стадион им.Ленина Зрителей: 25 000 Судья: Е.Михельсон (Ленинград) |
| Ленинград: Н.Соколов - В.Топталов, А.Корнилов - Пав.Попов, Батырев, Беляков - П.Григорьев, Ивин, М.Бутусов, Б.Шелагин, Нестеров Москва: И. Филиппов - Ал.Старостин, Пчеликов - С. Егоров, Ан.Старостин, Леута - Н.Старостин, С.Иванов, Исаков, Павлов, С.Ильин |                                                 |         |                                                           |                                                                            |

| 14 сен 39 ТМ | Ленинград            | 1:1     | Москва         | Ленинград                                                                 |
| | - Батырев 31′ (пен.) | (отчёт) | - 41′ В.Зайцев | Стадион: Стадион им.Ленина Зрителей: 25 000 Судья: Г.Филиппов (Ленинград) |
| Ленинград: Н.Соколов - В.Топталов, А.Корнилов - Пав.Попов, Батырев, Гуськов - П.Григорьев, Мурашев, М.Бутусов, Б.Шелагин, Аксенов Москва: В. Гранаткин - Ал.Старостин, Пчеликов - Леута, Ан.Старостин, Никишин - С.Ильин, В.Зайцев, С.Иванов, Павлов, Прокофьев |                      |         |                |                                                                           |

| 20 окт 40 ТМ | Ленинград | 0:1     | Москва                 | Москва                                                      |
| |           | (отчёт) | - 84′ (пен.) А.Макаров | Стадион: «Динамо» Зрителей: 30 000 Судья: Н.Кауров (Москва) |
| Ленинград: Савинцев - А.Корнилов, Епишин - Гуськов, Батырев (79' А. Феоктистов), Беляков - П.Григорьев, Bал.Федоров, М.Бутусов 85', Б.Шелагин, Аксенов · Москва: В. Гранаткин (46' Фокин) - Ал.Старостин, М.Соколов - Ленчиков, Селин, Леута - А.Макаров, В.Зайцев, С.Иванов, Павлов, С.Ильин |           |         |                        |                                                             |

 1931 
| 9 июн 41 Чемпионат РСФСР финал | Ленинград                                                | 3:4     | Москва                              | Ленинград                                                                |
| | - М.Бутусов 18′ - П.Григорьев 42′ - П.Батырев 72′ (пен.) | (отчёт) | - 32′ Павлов - 46′ 56′ 73′ С.Иванов | Стадион: Стадион им.Ленина Зрителей: 25 000 Судья: В.Быстров (Ленинград) |
| Ленинград: Н.Соколов - Юденич, А.Корнилов (30' В.Топталов) - Пав.Попов, Батырев, Беляков - П.Григорьев, Бутусов, Дежонков, Елисеев, Аксенов Москва: И.Филиппов - Ал.Старостин, Пчеликов - Леута, Ан.Старостин, Никишин - Прокофьев, С.Иванов, Исаков, Павлов, С.Ильин |                                                          |         |                                     |                                                                          |

| 3 авг 42 Матч трёх городов | Ленинград                                             | 2:6     | Москва                                                                          | Москва                                                      |
| | - П.Григорьев 27′ - Мурашев 33′ - Батырев ~43' (пен.) | (отчёт) | - 25' (пен.) 25′ 40′ (пен.) Леута - 32′ Селин - 47′ 84′ Павлов - 70′ Г.Богданов | Стадион: «Динамо» Зрителей: 30 000 Судья: Л.Ордин (Харьков) |
| Ленинград: Савинцев - А.Корнилов, Юденич - Пав.Попов, Батырев, Гуськов - Григорьев, Мурашев, М.Бутусов, Елисеев, Аксенов Москва: И.Филиппов - М.Соколов, Пчеликов - В.Дубинин, Селин, Леута - Г.Богданов, В.Зайцев, Исаков, Павлов, Прокофьев |                                                       |         |                                                                                 |                                                             |

| 5 окт 43 ТМ | Ленинград                          | 3:1     | Москва        | Ленинград                                                                  |
| | - Елисеев 1:0′ 60′ - М.Бутусов 77′ | (отчёт) | - 1:1′ Павлов | Стадион: Стадион им.Ленина Зрителей: 25 000 Судья: М.Евдокимов (Ленинград) |
| Ленинград: Савинцев - Юденич, Епишин - Пав.Попов, Батырев, К.Лемешев - П.Григорьев (Елец), Мурашев, М.Бутусов, Елисеев, Аксенов Москва: С.Москвин - Ал.Старостин, Ляксовский - Леута, Ан.Старостин, Никишин - Г.Богданов, В.Блинков, Исаков, Павлов, Прокофьев |                                    |         |               |                                                                            |

| 17 окт 44 ТМ | Ленинград                                            | 3:4     | Москва                                        | Москва                                                        |
| | - Пав.Попов 1:1′ (пен.) - Елисеев 2:1′ - Мурашев 50′ | (отчёт) | - 3′ В.Смирнов - 60′ Павлов - 65′ 80′ С.Ильин | Стадион: «Динамо» Зрителей: 30 000 Судья: В.Васильев (Москва) |
| Ленинград: Савинцев - Юденич, Епишин - Пав.Попов, А.Феоктистов, А.Петров - Елец, Мурашев, М.Бутусов, Елисеев, Аксенов Москва: Фокин - Ал.Старостин, Пчеликов - Леута, Ан.Старостин, Никишин - Потапов, В.Смирнов, Исаков, Павлов, С.Ильин |                                                      |         |                                               |                                                               |

 1932 
| 21 июн 45 ТМ | Ленинград                      | 2:2     | Москва                         | Ленинград                                                                 |
| | - Е.Шелагин 1:2′ - Кусков 2:2′ | (отчёт) | - 25′ Н.Старостин - 68′ Павлов | Стадион: Стадион им.Ленина Зрителей: 30 000 Судья: В.Лукандер (Ленинград) |
| Ленинград: Шорец - Юденич, Лабут - Пав.Попов, Батырев, В.Лемешев - П.Григорьев, Е. Шелагин, М.Бутусов, Елисеев, Кусков · Москва: Гранаткин - Ал.Старостин, Пчеликов - Леута, Ан.Старостин, Никишин - Н.Старостин 89', С.Иванов, Степанов, Павлов, С.Ильин |                                |         |                                |                                                                           |

| 28 июн 46 Матч трёх городов | Ленинград                                                     | 3:2     | Москва                                               | Харьков                                                            |
| | - Пав.Попов 41′ (пен.) - П.Григорьев 53′ - Батырев 65′ (пен.) | (отчёт) | - 49′ Н.Старостин - 60′ В.Смирнов - 80' (пен.) Леута | Стадион: «Металлист» Зрителей: 15 000 Судья: С.Романенко (Харьков) |
| Ленинград: Шорец - Юденич, Н. Гинько - Пав.Попов, Батырев, А.Петров - П.Григорьев, Елисеев, М.Бутусов, Б.Шелагин, Кусков · Москва: Гранаткин - Ал.Старостин 65', Пчеликов - Леута, Ан.Старостин, Никишин - Н.Старостин, В.Смирнов, Степанов, Павлов, С.Ильин |                                                               |         |                                                      |                                                                    |

| 26 авг 47 Чемпионат РСФСР финал | Ленинград                                  | 3:2     | Москва                       | Ленинград                                                                     |
| | - М.Бутусов 23′ - Кусков 60′ - Елисеев 75′ | (отчёт) | - 15′ С.Ильин - 55′ С.Иванов | Стадион: Стадион им.Ленина Зрителей: 30 000 Судья: А.Щелчков (Ростов-на-Дону) |
| Ленинград: Шлейфер - Юденич, Гинько - Пав.Попов, В.Лемешев (~80' Вал.Фёдоров), А.Петров - Светлов, Мурашев (46' П.Дементьев), М.Бутусов, Елисеев, Кусков Москва: Гранаткин - Ал.Старостин, Саванов - Леута, Ан.Старостин (~80' Столяров), Никишин - Н.Старостин, С.Иванов, Степанов, Павлов, С.Ильин |                                            |         |                              |                                                                               |

| 7 сен 48 Чемпионат СССР финал | Ленинград               | 1:5     | Москва                                                           | Москва                                                          |
| | - В.Топталов 75′ (пен.) | (отчёт) | - 14′ Н.Старостин - 39′ Павлов - 47′ 89′ В.Смирнов - 69′ С.Ильин | Стадион: «Динамо» Зрителей: 50 000 Судья: В.Быстров (Ленинград) |
| Ленинград: Шлейфер - Юденич, В.Топталов - Пав.Попов, Батырев (46' В.Лемешев), А. Петров - Светлов, П.Дементьев, М.Бутусов (59' Б.Шелагин), Елисеев, Кусков (46' Аксенов) Москва: Гранаткин - Ал.Старостин, Пчеликов (46' Саванов) - Столяров, Селин (35' Самороднов), Никишин - Н.Старостин, Смирнов, Степанов, Павлов, С.Ильин |                         |         |                                                                  |                                                                 |

 1933 
| 26 мая 49 ТМ | Ленинград                                                  | 3:3     | Москва                                                 | Москва                                                               |
| | - Пав.Попов 19′ (пен.) - М.Бутусов ~48′ - П.Дементьев ~50′ | (отчёт) | - 26′ В.Смирнов - 59′ (пен.) Ан.Старостин - 70′ Павлов | Стадион: «Динамо» Зрителей: 45 000 Судья: А.Щелчков (Ростов-на-Дону) |
| Ленинград: Шлейфер — Юденич, Ежов - Пав.Попов, Елисеев, Вал.Фёдоров — Светлов, П.Дементьев, М.Бутусов, Н.Ярцев, Кусков Москва: И. Филиппов - Ал.Старостин, Пчеликов - Столяров, Ан.Старостин, Никишин - Н.Старостин, Смирнов, Степанов, Павлов, С.Ильин |                                                            |         |                                                        |                                                                      |

| 26 авг 50 Матч трёх городов | Ленинград                          | 2:4     | Москва                                            | Ленинград                                                               |
| | - Елисеев 75′ (пен.) - Н.Ярцев 30′ | (отчёт) | - 3′ С.Ильин - 50′ 71′ Н.Старостин - 65′ С.Иванов | Стадион: Стадион им.Ленина Зрителей: 30 000 Судья: Парцевский (Харьков) |
| Ленинград: Шорец (52' Сидоренко) - Юденич, Ежов - Г.Филиппов (46' Пав.Попов), Елисеев, Вал.Фёдоров - Елец, П.Дементьев, Мурашев, Н.Ярцев, Кусков · Москва: И.Филиппов (49' Гранаткин) - Ал.Старостин 68', Тетерин - В.Дубинин (72' Леута), Ан.Старостин, Никишин - Н.Старостин, А.Лапшин 79', С.Иванов, Павлов, С.Ильин |                                    |         |                                                   |                                                                         |

 1934 
| 30 июн 51 Матч трёх городов | Ленинград              | 1:2     | Москва                           | Москва                                                          |
| | - Пав.Попов 12′ (пен.) | (отчёт) | - 60′ Ан.Старостин - 63′ С.Ильин | Стадион: «Динамо» Зрителей: 50 000 Судья: Л.Иоселевич (Харьков) |
| Ленинград: Шорец - Юденич, Ежов - Пав.Попов, Ивин (27'-45' А.Забелин), Вал.Фёдоров - Светлов, П.Дементьев, М.Бутусов, Елисеев (46' Н.Ярцев (~70' Мурашев)), Кусков Москва: Рыжов - Ал.Старостин, Тетерин (~70' Саванов) - Леута (~70' В.Дубинин), Ан.Старостин, Никишин - А.Лапшин, Смирнов, С.Иванов, Якушин, С.Ильин |                        |         |                                  |                                                                 |

 1935 
| 22 июн 52 Чемпионат СССР (Матч четырёх городов) | Ленинград       | 1:2     | Москва                             | Киев                                                      |
| | - М.Бутусов 44′ | (отчёт) | - 6′ Павлов - 85′ (пен.) В.Смирнов | Стадион: «Динамо» Зрителей: 35 000 Судья: С.Хавчин (Киев) |
| Ленинград: Шорец - Юденич, П.Киселев - Карев, Ивин, Вал.Фёдоров - П.Григорьев, П.Дементьев, М.Бутусов, Кусков , Н.Ярцев (46' Мурашев) · Москва: Рыжов - Ал.Старостин, Тетерин - Рёмин, Ан.Старостин, Леута (40' Никишин) - А.Лапшин 19', Якушин (68' Семичастный), Смирнов, Павлов, С.Ильин |                 |         |                                    |                                                           |

| 30 июл 53 ТМ | Ленинград       | 1:2     | Москва                      | Москва                                                        |
| | - М.Бутусов 22′ | (отчёт) | - 3′ В.Смирнов - 8′ С.Ильин | Стадион: «Динамо» Зрителей: 60 000 Судья: В.Васильев (Москва) |
| Ленинград: Шорец - Юденич, П.Киселев - Карев, Ивин, Вал.Фёдоров - Светлов, П.Дементьев, М.Бутусов, Кусков, В.Иванов · Москва: Рыжов - Ал.Старостин, Тетерин - Леута, Ан.Старостин (46' Н.Ильин), Рёмин - А.Лапшин, Якушин (46' Семичастный), Смирнов 53', Павлов, С.Ильин |                 |         |                             |                                                               |

| 30 авг 54 ТМ | Ленинград                 | 2:2     | Москва                      | Ленинград                                                                |
| | - Светлов 2′ - Кусков 39′ | (отчёт) | - 15′ А.Лапшин - 22′ Павлов | Стадион: Стадион им.Ленина Зрителей: 30 000 Судья: В.Быстров (Ленинград) |
| Ленинград: Лихвинцев - Юденич, П.Киселев - Карев, Ивин, Вал.Фёдоров - Светлов, П.Дементьев, М.Бутусов, Зубарев, Кусков Москва: Квасников - Ал.Старостин, Тетерин - Леута, Ан.Старостин, Рёмин - А.Лапшин, Смирнов, С.Иванов, Павлов, С.Ильин |                           |         |                             |                                                                          |

### после 1935
С началом проведения клубных чемпионатов страны матчи сборных столиц утратили статус важнейшего дерби страны (предсказуемо это место заняли противостояния клубов, но ленинградский футбол утратил былые позиции: Санкт-Петербург смог составить стабильную конкуренцию московским клубам на высшем уровне лишь в относительно недавнее время) и носили представительские функции. Соревновательным был лишь матч 1956 года на Спартакиаде народов СССР.
 1937 
| 8 ноя 55 ТМ | Ленинград     | 1:5     | Москва                                      | Москва                                                        |
| | - Ерфилов 12′ | (отчёт) | - 40′ 47′ Г.Федотов - 45′ 70′ 80′ В.Смирнов | Стадион: «Динамо» Зрителей: 50 000 Судья: А.Богданов (Москва) |
| Ленинград: А. Кузьминский - М. Данилюк, П. Киселев - А. Зябликов, В. Лемешев, Вал. Федоров - С. Аверин, Б. Орешкин, Г. Ерфилов, Н. Дементьев, П. Быков Москва: А. Акимов - Л. Корчебоков, Викт. Соколов - П. Коротков, Ан.Старостин, А. Чернышев - М. Киреев, В. Степанов, В.Смирнов, М. Якушин, Г. Федотов. |               |         |                                             |                                                               |

| 12 ноя 56 ТМ | Ленинград                 | 2:2     | Москва             | Ленинград                                                                |
| | - Сазонов 41′ - Быков 87′ | (отчёт) | - 5′ 25′ В.Смирнов | Стадион: Стадион им.Ленина Зрителей: 30 000 Судья: В.Быстров (Ленинград) |
| Ленинград: И. Эвранов - В. Лемешев, М. Денисов - В. Бодров, Вал. Федоров, А. Зябликов - К. Сазонов, А. Федоров, В. Смагин, Н. Дементьев, П. Быков Москва: Б. Набоков - Л. Корчебоков, В. Соколов - А. Лапшин, Ан.Старостин, П. Коротков - М. Семичастный, В. Степанов, В.Смирнов, М. Якушин, С.Ильин |                           |         |                    |                                                                          |

 1939 
| 8 ноя 57 ТМ | Ленинград «Б» | 0:2     | Москва              | Москва                                                       |
| |               | (отчёт) | - 1Т′ 64′ Г.Федотов | Стадион: «Динамо» Зрителей: 50 000 Судья: К.Терехов (Москва) |
| «Б»: Н. Хитров - М. Денисов, П. Сычев - В. Бодров, П. Забелин, Вал. Федоров - Г. Ласин, И. Смирнов, А. Викторов, А. Ларионов, П. Быков. Москва: А. Акимов (Б. Кочетов) - Вас. Соколов, Вик. Соколов - К. Малинин, Ан.Старостин, Елисеев - М. Семичастный, М. Якушин, В. Семенов, Г. Федотов, П. Корнилов |               |         |                     |                                                              |

| 8 ноя 58 ТМ | Ленинград         | 2:0     | Москва «Б» | Ленинград                                                             |
| | - Сазонов 66′ 83′ | (отчёт) |            | Стадион: Стадион им.Ленина Зрителей: 30 000 Судья: Н.Усов (Ленинград) |
| Ленинград: Б. Грищенко - С. Козинец, Н. Анциферов - П. Горбачев, В. Лемешев, А. Зябликов - К. Сазонов, А. Федоров, A. Алов, Н. Дементьев, В. Лотков «Б»: Е. Фокин - В. Радикорский, М. Жуков - И. Михайлов, К. Лясковский, Н. Ильин - А. Гринин, П. Щербатенко, B. Бехтенев, С. Капелькин, П. Теренков. |                   |         |            |                                                                       |

 1940 
| 7 июл 59 ТМ | Ленинград         | 1:1     | Москва       | Москва                                                       |
| | - А.И.Фёдоров 66′ | (отчёт) | - 56′ Якушин | Стадион: «Динамо» Зрителей: 60 000 Судья: К.Терехов (Москва) |
| Ленинград: B. Набутов - В. Бодров, П. Сычев - Б. Орешкин, П. Забелин, А. Зябликов - К. Сазонов, А. Федоров, А. Алов, В. Шелагин, В. Лотков Москва: Акимов (46, Б. Кочетов) - Викт. Соколов, Вас. Соколов - А. Лапшин, И. Кочетков, А. Виноградов (46, Н. Ильин) - Г. Глазков (46, А. Гринин), В. Карцев (46, С. Капелькин), С. Соловьев, М. Якушин, Г. Федотов. |                   |         |              |                                                              |

 1956 
| 13 авг 60 Спартакиада народов СССР 1/2 финала | Ленинград                     | 2:3     | Москва                                          | Москва                                                                              |
| | - Гулевский 19′ - Царицын 82′ | (отчёт) | - 13′ Маслёнкин - 14′ Стрельцов - 65′ Сальников | Стадион: Центральный Стадион им. Ленина Зрителей: 102 000 Судья: В.Архипов (Москва) |
| Ленинград: Л.Иванов - Самарин, Гек - Худояш, В.Бельков, Завидонов - А.Денисов, Г.Бондаренко, Гулевский, Колобов, Царицын Москва: Яшин - Н.Тищенко, Маслёнкин, Огоньков - Парамонов, Мозер - Татушин, В.Иванов, Стрельцов, Сальников, А.Ильин |                               |         |                                                 |                                                                                     |

 1964 
- По другим данным в этом матче ленинградский "Зенит" (в полном составе) играл против московского "Спартака" (усиленного тремя игроками из других московских клубов).

| 5 июн 61 ТМ Кубок Ленингр. обкома и горкома ВЛКСМ | Ленинград           | 2:5     | Москва                                             | Ленинград                                                               |
| | - Рязанов 1:3′ 2:3′ | (отчёт) | - 0:1′ 0:2′ Посуэло - 0:3′ Нетто - 2:4′ 2:5′ Фалин | Стадион: Стадион им.Кирова Зрителей: 80 000 Судья: А.Зверев (Ленинград) |
| Ленинград: Востроилов (46' Галимов) - Непомилуев, Спиридонов, Алам, Совейко (46' Дергачев), Завидонов (46' Беликов), Кротков (46' Ю.Соловьев), Храповицкий, Рязанов, Марков, А.Васильев Москва: Шаповаленко (46' Маслаченко) - Дикарев (46' Крутиков), Батанов (46' В.Петров), Солдатов, Нетто, Логофет, И.Варламов, Рейнгольд, Бубукин (46' Амбарцумян), Рожков, Посуэло (46' Фалин) |                     |         |                                                    |                                                                         |

 1985 
| 3 мая 62 ТМ Футбольный матч спортивного праздника к 40-летию Великой Победы | Ленинград | 0:1     | Москва                | Москва                               |
| |           | (отчёт) | - 31′ (пен.) Каратаев | Стадион: «Лужники» Зрителей: 100 000 |
| Ленинград: Приходько (50' Бирюков) - С.Кузнецов, А.Степанов, Золин (46' Долгополов), Веденеев (46' Мельников), Г.Тимофеев, Афанасьев, Дмитриев, Захариков, Чухлов, И.Комаров (46' Клементьев) Москва: Прудников - Круглов (46' Каюмов), Б.Кузнецов, Пригода, Бубнов, Атауллин, С.Родионов (46' Черенков), Каратаев (46' Е.Кузнецов (72' Сочнов)), С.Новиков (46' Аджоев), Суслопаров, Редкоус (64' Русяев) |           |         |                       |                                      |

 1997 
| 5 сен 63 ТМ Матч в честь 100-летия российского футбола | Санкт-Петербург           | 2:0     | Москва | Санкт-Петербург                                                         |
| | - Зазулин 19′ - Панов 56′ | (отчёт) |        | Стадион: «Петровский» Зрителей: 10 000 Судья: Л.-А. Ибрагимов (Грозный) |
| Санкт-Петербург: Приходько (Бирюков, 46), Дымарчук (Белоцерковец, 46), Кондратов, Баранник (Веденеев, 46; Подгорный, 65), Попов (Горшков, 46), Вернидуб, Угаров (Бобров, 54), Лебедь (Осипов, 46), Зазулин (Свистунов, 54), Попович (Панов, 46; Саленко, 76), Силин (Брошин, 65) Москва: Тяпушкин (Воробьев, 46), Горлукович (Арифуллин, 50), Дроздов, Харлачев, Смирнов (С.Дмитриев, 48), Бушманов, Бородюк (Кечинов, 29), Скоков (Мелешин, 58), Пятницкий (Гашкин, 27), Мамедов (Черевченко, 50), Терехин |                           |         |        |                                                                         |

### Статистика

#### Сводная статистика
| Санкт-Петербург |    | Москва | Всего игр |
| --------------- | -- | ------ | --------- |
| 24              | 14 | 25     | 63        |

#### Наибольшее число матчей
- 34  Михаил Бутусов
- 32  Павел Батырев
- 25  Пётр Григорьев
- 22  Евгений Никишин
- 21  Станислав Леута
- 20  Николай Старостин

#### Наибольшее число голов
- 23  Михаил Бутусов
- 15  Николай Старостин
- 13  Василий Павлов
- 12  Василий Смирнов

#### Выступали за обе сборные
- Николай Соколов 6  12
- Евгений Елисеев 11 1
- Андрей Мурашев 11 1